# 2682 Soromundi
A 2682 Soromundi (ideiglenes jelöléssel 1979 MF4) a Naprendszer kisbolygóövében található aszteroida. Eleanor F. Helin, Schelte J. Bus fedezte fel 1979. június 25-én.